# 平南西湖駅
平南西湖駅（ピョンナムソホえき、朝鮮語: 평남서호역）は、朝鮮民主主義人民共和国平安南道文徳郡にある駅で、安州炭鉱線に属する。 

## 隣の駅
安州炭鉱線
汰香駅 - 平南西湖駅 - ソシ駅